# Akim Lwowitsch Wolynski

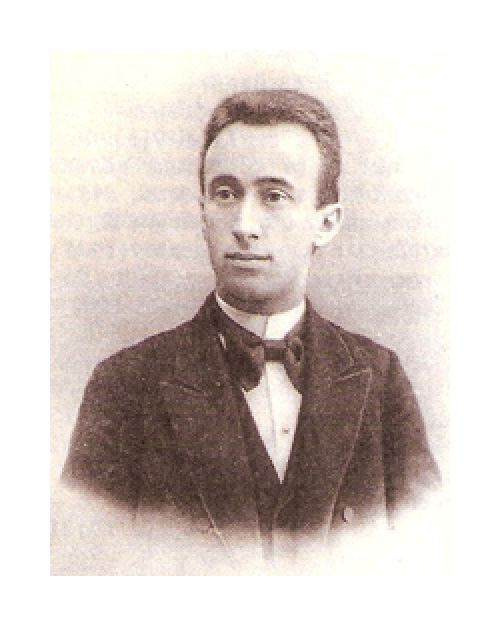
Akim Lwowitsch Wolynski

Akim Lwowitsch Wolynski (russisch Аким Львович Волынский), eigentlich Chaim Leibowitsch Flekser (russisch Хаим Лейбович Флексер; * 21. Apriljul. / 3. Mai 1863greg. in Schytomyr; † 6. Juli 1926 in Leningrad), war ein russischer Literaturkritiker und Kunstwissenschaftler.

## Leben
Wolynski war der Sohn eines jüdischen Buchhändlers. Von der höheren Schule wurde er wegen eines Konflikts mit einem Lehrer ausgeschlossen, so dass er seine Reifeprüfung als Externer ablegte. Sofort nach dem Abschluss seines Jurastudiums 1889 wurde Wolynski bei der Zeitschrift für Literatur, Politik und Gesellschaft  Sewerny Westnik tätig, deren Mitherausgeber er wurde. Hier veröffentlichte er seinen ersten großen philosophischen Aufsatz über die kritischen und dogmatischen Elemente der Philosophie Kants, der ihn als Verfechter des kritischen Idealismus auswies. In seinen Aufsätzen über russische Kritiker kämpfte er gegen jegliche Art von Positivismus in der Kunst. Insbesondere kritisierte er N. A. Dobroljubow wegen seiner fehlenden Hingabe, N. G. Tschernyschewski wegen seines Materialismus und D. I. Pissarew wegen seines Utilitarismus. G. W. Plechanow wiederum unterzog den Inhalt und Stil der Aufsätze Wolynskis einer vernichtenden Kritik.
Wolynski gehörte zu den frühen Ideologen des russischen Modernismus. Anfangs wurde er zu den Dekadenzlern gezählt. Später wandte er sich dem Impressionismus und dem Symbolismus zu. 1896 reiste er nach Italien, das er als Heimat des Symbolismus betrachtete. Wolynski war ein begeisterter Verehrer Leonardo da Vincis, dem er einen großen Aufsatz zunächst in der Kulturzeitschrift Sewerny Westnik (1897–1898) und dann in einer Buchausgabe widmete. Dabei benutzte er offenbar Material von D. S. Mereschkowski, was ihm Plagiatsvorwürfe einbrachte. 1899 studierte Wolynski Ikonen auf dem Berg Athos. Er fühlte sich von dem Mystizismus F. M. Dostojewskis angezogen, über den er Bücher verfasste. In der Zeitschrift Neuer Weg erschien seine 
scholastisch-theosophischen Predigt Das Judentum.
Als Kunstwissenschaftler schrieb Wolynski Artikel über das Theater und nach der Oktoberrevolution besonders über das Ballett. 1925 veröffentlichte er eine große Arbeit über den Tanz (Buch des Jubels) zur Verteidigung des klassischen Balletts. Er leitete die Leningrader Choreografie-Hochschule und schrieb eine Reihe von Aufsätzen über die Kunst. Er war Vorstandsvorsitzender der Leningrader Abteilung der Schriftsteller-Union (1920–1924). Dabei blieb er trotz der veränderten gesellschaftlichen Bedingungen seinen ethischen und ästhetischen Theorien bis zum Ende seines Lebens treu. Seinen jüdischen Glauben hatte er nie verlassen. In seinen letzten Arbeiten verfolgte er die Idee einer Synthese der Religionen zu einer hyperboräischen Religion des Lichts. Er erwartete eine Verschmelzung des Christentums mit dem Judentum analog zum Bahaitum.